# Service ferroviaire suburbain de Rome
Le service ferroviaire suburbain de Rome (en italien Servizi ferroviari suburbani di Roma) est le réseau de trains de banlieue de la ville de Rome, en Italie.
Le réseau est constitué de 11 lignes :
- 8 lignes du « train régional du Latium » (ferrovie regionali del Lazio) gérées par Trenitalia ;
- 2 lignes gérées par Cotral ;
- 1 ligne gérées par ATAC.

## Aperçu général
| Ligne                                                         | Ouverture | Longueur          | Station | Tracé |
| ------------------------------------------------------------- | --------- | ----------------- | ------- | ----- |
| Réseau ferrovie regionali del Lazio (exploitant : Trenitalia) |           |                   |         |       |
| Fiumicino Aeroporto - Rome-Tiburtina - Orte                   | 1994      | 118 km            | 26      |       |
| Rome-Tiburtina - Lunghezza - Tivoli                           | 1994      | 40 km             | 12      |       |
| Rome-Ostiense - Cesano di Roma - Viterbe-Porta Fiorentina     | 1999      | 88 km             | 26      |       |
| Rome-Termini - Frascati / Albano Laziale / Velletri           | 1994      | 24 km 29 km 41 km |         |       |
| Rome-Termini - Civitavecchia                                  | 1994      | 77 km             |         |       |
| Rome-Termini - Frosinone - Cassino                            | 1999      | 137 km            | 22      |       |
| Rome-Termini - Formia                                         | 1994      | 137,4 km          | 13      |       |
| Rome-Termini - Nettuno                                        |           | 60 km             | 12      |       |
| Réseau ATAC                                                   |           |                   |         |       |
| Ligne Rome - Giardinetti                                      |           | 9 km              |         |       |
| Réseau Cotral                                                 |           |                   |         |       |
| Ligne Rome - Lido                                             | 1924      | 28 km             | 14      |       |
| Ligne Rome - Civitacastellana - Viterbe (Rome Nord)           | 1913      | 102 km            |         |       |